# (7100) Martin Luther
(7100) Martin Luther (1360 T-2) – planetoida z pasa głównego asteroid okrążająca Słońce w ciągu 4,86 lat w średniej odległości 2,87 j.a. Odkryta 29 września 1973 roku.